# 小行星10283
小行星10283（10283 Cromer）是一颗绕太阳运转的小行星，为主小行星带小行星。该小行星于1981年5月5日发现。

## 轨道参数
小行星10283的轨道半长轴为2.3915699 UA，离心率为0.209。